# スワロー・サイドカー・SS1

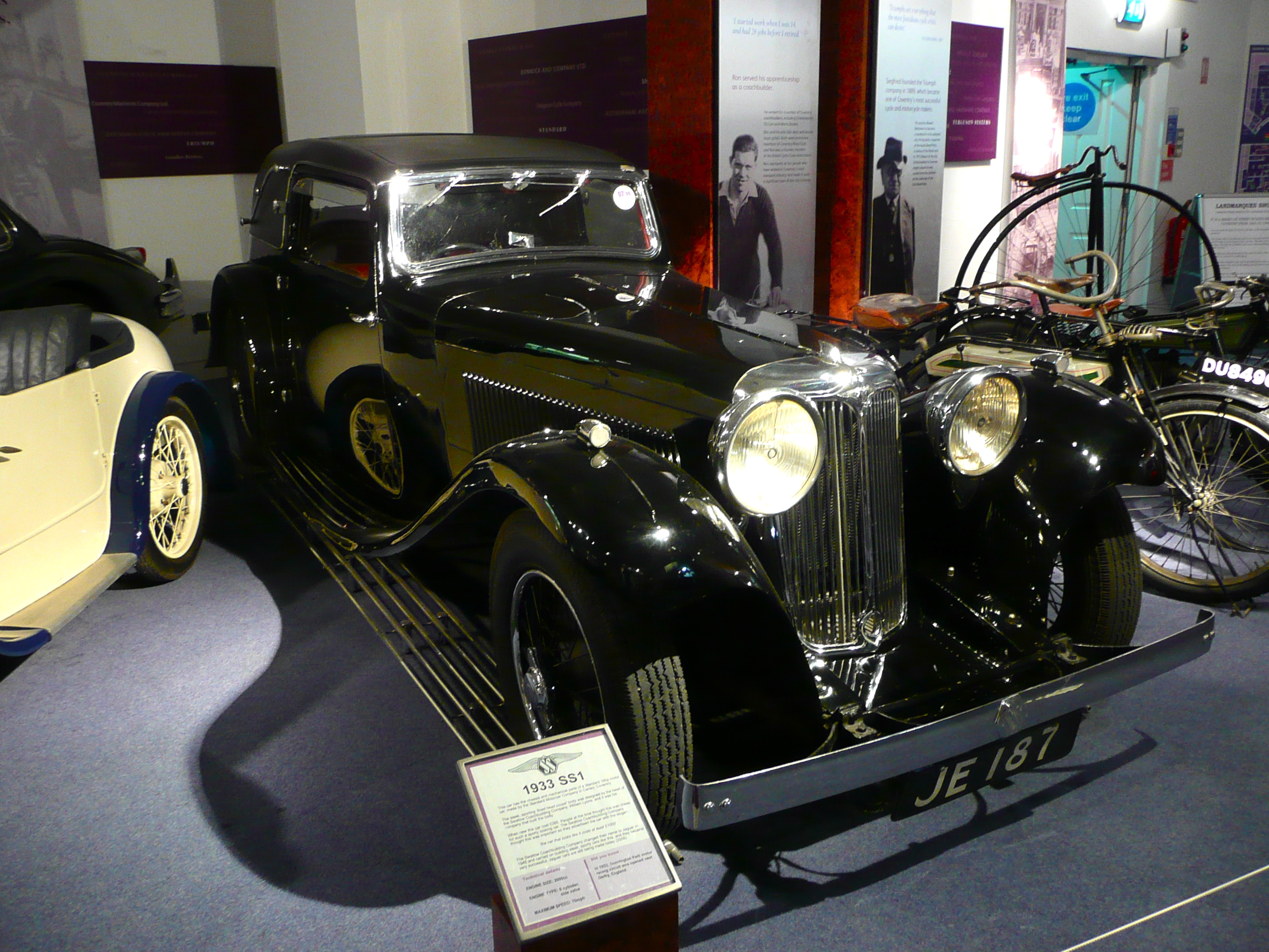
SS1クーペモデル

SS1はスワロー・サイドカー・カンパニー（SSカーズを経て現ジャガー）がSS2と並び初めて製造した自動車である。

## 概要
それまでサイドカーメーカー・コーチビルダーに過ぎなかったスワローは、初のオリジナルモデル、SS1とSS2を1931年10月のロンドンモーターショーに発表した。
SSの由来については「スワロー・サイドカー」「スワロー・スペシャル」「スタンダード・スワロー」など諸説ある。
エンジンはスタンダード・12HPに搭載されていたそのままのスタンダード製内径φ65.5mm×行程101.6mm直列6気筒2,054ccサイドバルブ、圧縮比5.8、燃料供給はソレックス製キャブレターで45hp/3,800rpmエンジンの他、内径φ73.0mm×行程101.6mm2,552cc53hp/3,800rpmエンジンも選択できた。
トランスミッションはスタンダード製そのままの4MT。
当時のスタンダード社長ジョン・ブラックはスワローに好意的で、ウィリアム・ライオンズの申し出に応じオリジナルより低い専用シャシを製作したため、シャシはスタンダード・モーター・カンパニー製ではあるが専用である。ホイールベースは2,840mm。
ボディは当初クーペのみで、全長4,420mm、全幅1,520mm、全高1,370mmで、当時の自動車としては異例に低い。ウィリアム・ライオンズの原案はもっと低かったが、病気で入院中にウィリアム・ウォームズレイが室内空間の拡大と視界確保のために屋根をかさ上げしてしまい、結局ショーの展示車も生産者もそのままに作られた。
車両重量は1,080kg。最高速度は2,054cc仕様で112km/h、2,552cc仕様で119km/h。
ステアリングはカム・アンド・レバー。サスペンションは半楕円リーフ、ブレーキは前後ともドラム。
ベントレーに似た美しい高級感溢れるデザインで、価格は約1/3に過ぎず、当初から好評で迎えられ、スワローは1933年半ばにはイギリス国内に100以上のディーラーを持つようになった。

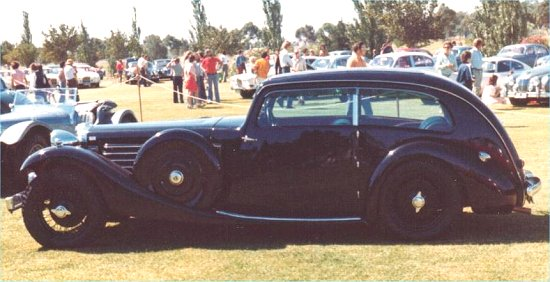
エアラインクーペ

1933年にホイールベースと全長を178mmずつ延長し、プロポーションを原案に近づけている。また1933年3月に4席コンバーチブルのツアラー、10月には屋根から後端にかけて曲線でまとめたエアラインクーペと2ドアセダン、1935年3月にドロップヘッドクーペ、ホイールベースを2,640mmに短縮しロードスターボディを架装したSSカーズ・SS90が追加された。